# Riu Carbo
El riu Carbo és un riu del nord del País Valencià que neix en el massís de Penyagolosa i desemboca en el riu de Vilahermosa o riu Mayor, afluent del riu Millars. El riu Carbo discorre pel terme municipal de Vilahermosa del Río.
És de curt recorregut, però de gran bellesa natural. Recorregut en gairebé la seva totalitat per la sendera GR-7. Com en la majoria dels rius de la conca mediterrània, el cabal varia segons l'estació de l'any, i durant l'estiu no arriba aigua a la desembocadura.

## Naixement
El riu Carbo neix en el terme municipal de Villahermosa del Río a 1500 m d'altitud. La zona coneguda com a Coves del Carbo a 1040 m d'altitud recull la major part del seu cabal ja en el terme municipal de Vilahermosa del Río, i tota la seva llera discorre dintre del Parc Natural del Penyagolosa.

## Aprofitament
L'aprofitament de les aigües del riu per al reg. D'antuvi hi havia tres molins fariners. Seguint la vall d'aquest riu discorre la sendera GR-7, en el tram des de Vilahermosa del Río al Santuari de Sant Joan Baptista de Penyagolosa i Santa Bàrbara.

## Desembocadura
Desemboca en el riu de Vilahermosa a 650 m d'altitud.